# فرانكلين إدسون
فرانكلين إدسون هو سياسي أمريكي، ولد في 5 أبريل 1832 في تشيستر في الولايات المتحدة، وتوفي في 24 سبتمبر 1904 في مانهاتن في الولايات المتحدة. نشط حزبياً في الحزب الديمقراطي. وقد انتخب عمدة مدينة نيويورك (1883 – 1884).